# مارك السيد
مارك السيد (بالألمانية: Marc El-Sayed)‏ (و. 1991  م) هو لاعب هوكي الجليد ألماني، ولد في فتسلار، مركز لعبه هو مهاجم ‏.

## روابط خارجية
- مارك السيد على موقع EliteProspects.com (الإنجليزية)
- مارك السيد على موقع Eurohockey.com (الإنجليزية)
- مارك السيد على موقع HockeyDB.com (الإنجليزية)